# Поликарп Льосис
Поликарп (на гръцки: Πολύκαρπος, Поликарпос) е гръцки духовник, сисанийски и сятищки митрополит.

## Биография
Роден е на 8 септември 1900 година в Пирея, Гърция с фамилията Льосис (Λιώσης) Родителите му са от Краниди, Арголида. В 1929 година завършва Богословския факултет на Атинския университет. Ръкоположен за дякон през 1924 година и в същата година се замонашва в манастира „Света Богородица Фанеромени“ на Саламин. Служи като дякон в „Свети Димитър“ в квартала на Пиерия Тамбурия и в „Сретение Господне“ в Пирея.
На 27 май 1935 година е ръкоположен за диавлейски епископ в лоното на старостилните схизматици.
На 12 март 1953 година се връща в лоното на Църквата на Гърция като титулярен ставруполски епископ, викарий на Атинската архиепископия.
На 22 септември 1958 година е избран за сисанийски и сятищки митрополит.
В 1962 година на път от Витос (Долос) към Витоския манастир, митрополит Поликарп претърпява инцидент на каменната пътека и за малко не губи живота си. Заради избавлението си, построява на мястото каменен параклис „Свети Поликарп“. Намира се в началото на изкуственото езеро на река Праморица и оцелява при създаването на язовира.
На1 януари 1973 година подава оставка поради влошено здраве. Умира на 19 ноември 1996 г.
Името му носи улица в Сятища.